# 臺東縣延平鄉紅葉國民小學
台東縣立紅葉國民小學，簡稱台東紅葉國小，是位於台灣台東縣延平鄉紅葉村的一所小學，臨近台東紅葉溫泉，最為世人津津樂道的是其棒球代表隊曾經於1968年擊敗日本關西少棒明星隊，因而開啟台灣棒球史上的三級棒球時代。

## 簡史
台東紅葉國小最初為日治時期的甲種教育所，成立於1928年8月，1930年3月改為台東廳關山郡溫泉教育所，1934年6月再改為台東廳關山郡紅葉谷教育所。1945年戰後，改稱紅葉國民學校。1952年因學生日漸減少，改為桃源國校紅葉分班。1960年重新獨立至今。
台東紅葉國小的學生主要來自原住民布農族紅葉部落。

## 歷任校長
1. 江木成：1946年3月－1949年8月（建校）
2. 邱和全：1949年9月－1950年8月
3. 李榮興：1950年9月－1951年8月
4. 高天良：1951年9月－1952年8月
5. 簡焦桐：1960年9月－1963年8月（重新獨立）
6. 林珠鵬：1963年9月－1966年8月
7. 胡學禮：1966年9月－1978年9月
8. 胡金松：1978年9月－1980年9月
9. 宋仕煊：1980年9月－1983年8月
10. 鍾文甲：1983年9月－1989年9月
11. 鄭玉妹：1990年4月－1994年8月
12. 張懷巍：1994年8月－2000年8月
13. 余賢德：2000年8月－2008年8月
14. 柳旭龍：2008年8月－2012年8月
15. 蔡清賢：2012年8月－2016年8月
16. 黃子誠：2016年8月－2020年8月
17. 方穎豐：2020年8月－迄今

## 外部連結
- 台東紅葉國小 （页面存档备份，存于）